# Mór Than
Mór Than (ur. 19 czerwca 1828 w Óbecse, zm. 11 marca 1899 w Trieście) – węgierski malarz.
Mór Than urodził się w 1828 roku w mieście Óbecse (obecnie Bečej w Serbii). W wieku 18 lat wyjechał do Wiednia, gdzie rozpoczął studia na Akademii Sztuk Pięknych. W roku 1848 wyjechał na Węgry, osiedlając się w okolicach Budapesztu. Wziął udział w powstaniu węgierskim, podczas którego malował obrazy przedstawiające bitwy powstańców, a także projektował pierwsze węgierskie znaczki pocztowe.
W 1849 roku po upadku powstania wyjechał do Włoch, gdzie podjął naukę w jednej ze szkół malarskich. Po zakończeniu studiów powrócił na Węgry, gdzie rozpoczął profesjonalną karierę malarską.
W czasie swojej kariery tworzył głównie sceny batalistyczne oraz historyczne, a także malował portrety i obrazy mitologiczne. Oprócz tego pracował w wielu domach prominentnych mieszkańców Budapesztu, malując freski oraz wykańczając pałacowe komnaty.
Głównym stylem, w jakim Than wykonywał swoje obrazy, był realizm oraz wczesny impresjonizm. W czasie swojego życia zdążył wykreować siebie na jednego z najbardziej znanych węgierskich malarzy XIX wieku.
Mór Than zmarł w Trieście w 1899 roku w wieku 71 lat.